# Peter Lindén
Peter Lindén, född 1957, är en svensk roadracingförare och officer i Flygvapnet. Lindén har varit aktiv som roadracingförare från slutet av 1970-talet och var fortfarande delvis aktiv förare i början av 2010-talet. Bland meriterna märks världsmästartiteln i Endurance 2000 och europamästerskapet i 500GP 1989. Han har även deltagit i världsmästerskapen i Grand Prix-roadracing, där hans bästa resultat är niondeplatsen i 500GP-klassen i USA:s Grand Prix 1990 på Laguna Seca Raceway. Lindén körde också Isle of Man TT 1984 och 1985. Han hoppade också under flera år in som burkslav i sidovagnsracing i VM. Lindén, som efter tävlingskarriären ofta hörts som speaker på svenska roadracingtävlingar, har även kört lite bilracing och har hjälpt blivande stjärnor via Svenska Motorcykel- och Snöskoterförbundets satsning Topp och Talang.
Parallellt med motorcykelkarriären arbetade Lindén från 1978 till sin pensionering som stridsflygare vid F 6 Karlsborg och senare vid F 7 Såtenäs.